# Provincia de Sakarya
Sakarya es una de las 81 provincias de Turquía. Perteneciente a la región del Mármara, limita al oeste con la provincia de Kocaeli, al sur con la provincia de Bilecik, al sureste con la provincia de Bolu, y al este con la provincia de Düzce. La capital de la provincia es Adapazarı.
- Superficie: 4.895 km²
- Población (2000): 756.168 hab.
- Densidad de población: 154,48 hab/km²

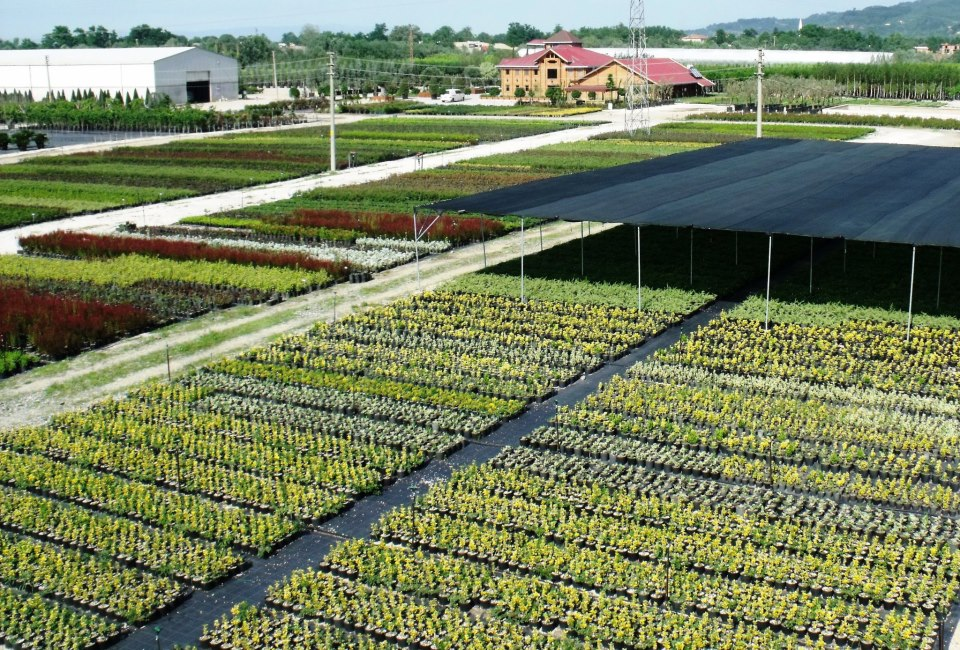
El campo de Sakarya